# 二人のBirthday
「二人のBirthday」（ふたりのバースデー）は、日本の女性歌手、広瀬香美の2枚目のシングル。

## 解説
- 1993年5月21日にビクターエンタテインメントよりリリースされた。
- C/Wは前作「愛があれば大丈夫」のアカペラバージョンを収録。
- TBS系『自然がいちばん!地球塾』テーマ曲。
- 2001年から2002年にかけて行われたコンサート・ツアー『WINTER COLLECTION 2001-2002』にて、本人が「大好きな曲なんです」と公言している。

## 収録曲
作詞・作曲：広瀬香美
1. 二人のBirthday
  - 編曲：鷺巣詩郎
2. 愛があれば大丈夫（28 a cappella version）
3. 二人のBirthday（オリジナル・カラオケ）
4. 愛があれば大丈夫（オリジナル・カラオケ）

## 収録アルバム
- 広瀬香美 THE BEST "Love Winters" (#1)
- タイアップコレクション〜広瀬香美のテレビで聴いたあの曲達〜 (#1)
- SINGLE COLLECTION (#1)
- THE BEST "1992-2018" + "雪"Setlist Non-Stop Mix (#1)